# NGC 6823
NGC 6823 est un très jeune amas ouvert situé dans la constellation du Petit Renard. Il a été découvert par l'astronome germano-britannique William Herschel en 1785.
La taille apparente de l'amas est de 7 minutes d'arc, ce qui, compte tenu de la distance égale à 2 081 ± 142 pc (∼6 790 al) et grâce à un calcul simple, équivaut à une taille réelle de 13,8 ± 0,9 al années-lumière.
Selon la classification des amas ouverts de Robert Trumpler, cet amas renferme moins de 50 étoiles (lettre p) dont la concentration est forte (I) et dont les magnitudes se répartissent sur un petit intervalle (le chiffre 13),. Le n signifie que l'amas est dans une nébuleuse, soit ici NGC 6820. Le site Lynga indique toutefois une autre classification, soit I3mn, donc que l'amas contiendrait entre 50 et 100 étoiles, malgré le fait que le même site indique que l'amas renferme 30 membres. Cependant, le nombre d'étoiles de cet amas a été largement sous-estimé. Une publication de 2021 basée sur les observations du satellite Gaia indique qu'il y a au moins 220 étoiles dans cet amas.

## Observation
L'amas est situé à 23° au nord de l'équateur et peut donc être observé à partir des deux hémisphères à certaines périodes de l'année. Sa magnitude visuelle de 7,1 ne permet pas de le voir à l'œil nu, mais on peut l'observer assez aisément avec de petites jumelles.

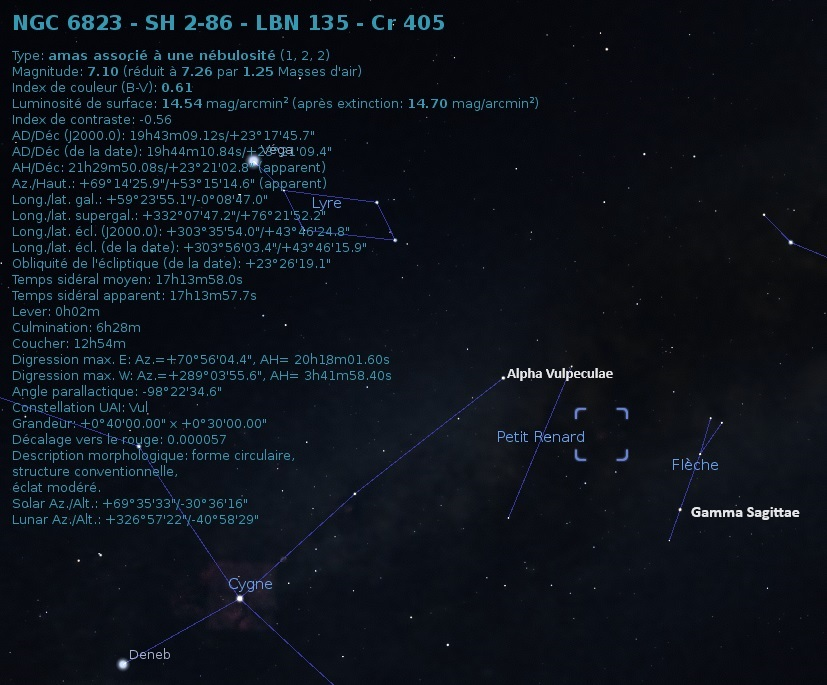
Localisation de NGC 6823 dans la constellation du Petit Renard. (Stellarium)

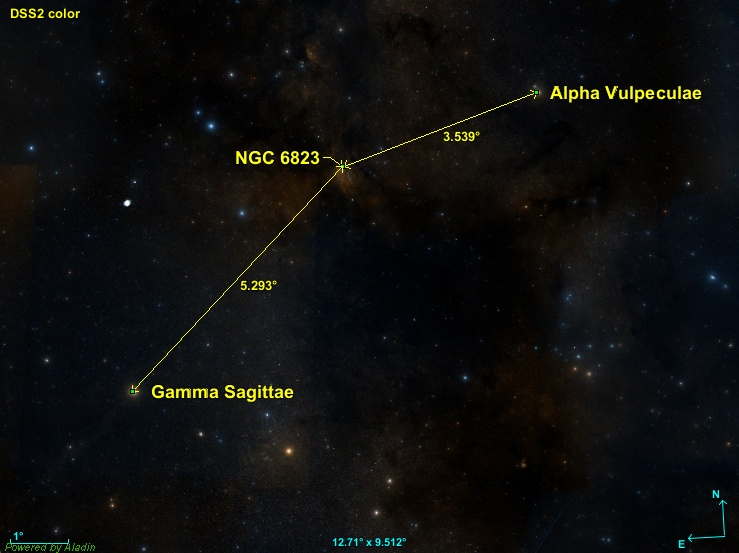
Position de NGC 6823 par rapport à deux étoiles.

NGC 6823 est situé à environ 2,6 degrés au nord-ouest de Gamma Sagittae et à 3,5 degrés au sud-est de Alpha Vulpeculae. Cet amas est dans la nébuleuse en émission NGC 6820 et donc au même endroit que celui décrit dans sa page.

## Caractéristiques

### Distance et vitesse
Sept valeurs de la distance sont indiquées sur la base de données Simbad allant de 1 889 pc à 6 339 pc, un échantillon pas très convaincant. Cependant, deux de ces valeurs proviennent d'une publication récente (2021) basée sur la mesure de la parallaxe par le satellite Gaia : 2 081 ± 142 pc (∼6 790 al) et  environ 2 330 pc (∼7 600 al).
La grandeur de la vitesse radiale de l'amas a été rapportée dans trois publications récentes (de 2017 à 2021). Selon les mesures effectuées par le satellite Gaia, la vitesse est égale à 29,93 ± 0,07 km/s.

### Métallicité
Simbad rapporte une seule valeur de la métallicité (Fe/H) égale à 0,127. Cela signifie que le pourcentage d'éléments lourds (plus lourd que l'hydrogène et l'hélium) de cet amas est de 134% (100,127) de celui du Soleil, ce qui confirme son très jeune âge.

## Les étoiles de NGC 6823
On a identifié au centre de l'amas un système trapézoïal de type O et B, ainsi que plusieurs autres de ces deux types et aussi de A. Environ 20% de ces étoiles sont de classe I/II, alors que 80% sont de classe III. La région présentant la plus grande concentration d'étoiles de classe I/II est la région orientale près du trapèze central. Il existe une population de la pré-séquence principale en plus des étoiles situées en haut de la séquence principale. Les étoiles de la pré-séquence sont jeunes, leur âge variant d'un à cinq millions d'années. Leur masse se situe entre 0,1 et 0,4 {\displaystyle M_{\odot }}.
Simbad montre aussi un bouton nommé Children. En cliquant sur ce bouton, on atteint une section de cette base de données qui renferme un tableau contenant 386 entrées, dont 182 Children, pour NGC 6823. Cependant, des étoiles (les Children) peuvent apparaître plusieurs fois dans la deuxième colonne du tableau, d'où le nombre de liens bibliographiques qui est supérieure au nombre d'étoiles. La quatrième colonne de ce tableau indique la probabilité que l'étoile appartienne à l'amas. En cliquant sur le titre de cette colonne, on peut classer la probabilité par ordre croissant ou décroissant. En cliquant sur la désignation de l'étoile, on atteint la page de Simbad qui résume ses propriétés. 

### Étoiles variables
Une étude photométrique publiée en 2023 a permis d'identifier 73 étoiles variables, dont 25 de la séquence principale (SP) et 48 de la pré-séquence principale (PSP). Les étoiles de la SP sont de type Beta Cephei et Delta Scuti ainsi que des étoiles B à pulsation lente. Parmi les étoiles de de PSP, huit sont des variables classiques T Tauri, quatre sont des objets Herbig Ae/Be et le reste sont des étoiles T Tauri à raies faibles (Weak-line T Tauri stars).